# Тамара Глоба
Тамара Михайловна Ерзова е руска астроложка, писател и радио и телевизионен водещ. Към 2022 г. тя е най-известната астроложка в Русия, била е съпруга на Павел Глоба, който е личен астролог на Владимир Путин.
Тамара Глоба е родена на 16 март 1957 г. в Ленинград в семейството на геолога Михаил Ерзов. Двамата с майката на Тамара се запознават по време на Великата отечествена война. Тя проявява талант за пеене и ораторство и изнася комични детски концерти за родители. През 1965 г. намира стара книга по хиромантия, а първи „клиент“ в тази област става майка ѝ. След като завършва училище, Глоба влиза в Ленинградския електротехнически институт „Бонч-Бруевич“, но не получава образование в него. След третата година на следване започва работа в сиропиталище и болница. Скоро след това започва работа в студиото „Леннаучфилм“. В този институт работи като асистент-режисьор и озвучител на роли.
От астрология започва да се интересува след случайното си запознаване с Павел Глоба през 1989 г. След това тя става популярен астролог и основава собствена компания, наречена „Център Тамара Глоба“.

## Личен живот
Тя омъжва през 1977 г. за Сергей, с когото има дъщеря Анна (р. 1982 г.). През 1984 г. двойката се развежда. Вторият мъж на Тамара е Павел Глоба. Запознават се в Москва след идването на Павел, за да заснеме филма „Маски за сън“. Към 2023 г. Тамара Глоба живее с третият си съпруг, плувеца Вениамин Таянович.

## Тамара Глоба на български
- Павел Глоба, Тамара Глоба. Сталин – факти, слухове, хороскоп.   София, Факел, 1990. с. 25. (на български)
- Глоба, Тамара. Руски астрологически сборник.   София, Лада, 1991. с. 138. (на български)